# 1-й Северокаролинский пехотный полк
1-й северокаролинский пехотный полк (1st North Carolina Infantry Regiment) представлял собой один из пехотных полков армии Конфедерации во время Гражданской войны в США. В полку служил рядовым Генри Лоусон Уиатт, который стал первым конфедератом, погибшим в гражданской войне. Полк формировался два раза: сначала весной 1861 года и затем весной 1862.

## Первое формирование

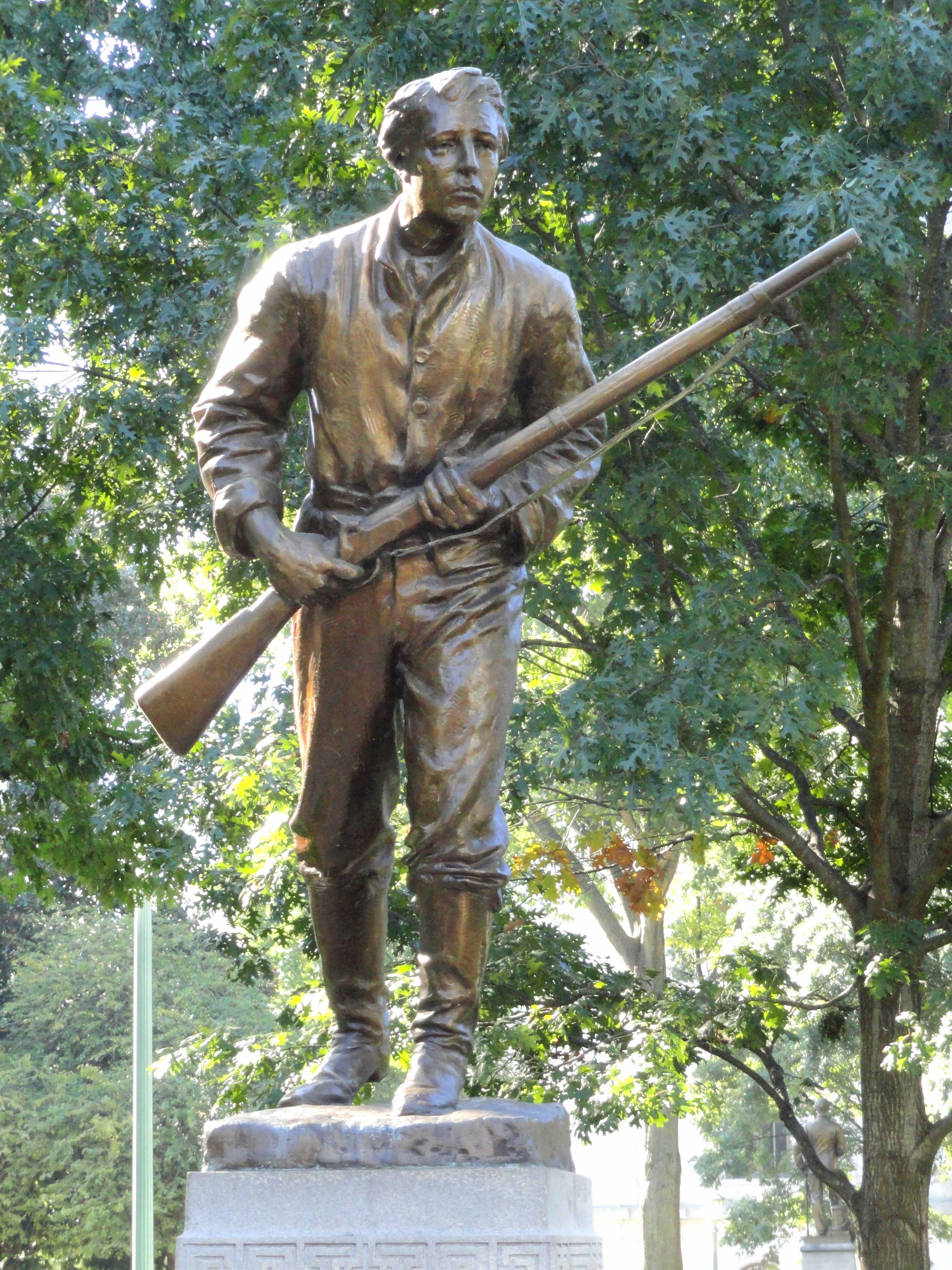
Памятник рядовому Генри Уиатту

Первые роты были сформированы весной 1861 года на поле для скачек у Уоррентона. Роты были набраны в округах Чован, Уилкс, Нью-Ханвоер, Оранж, Линкольн, Нертфорд, Нортхемптон, Вашингтон, Мартин, Уэйк и Галифакс. В июле полк был включён в армию Конфедерации, насчитывая в этот момент 1500 человек. Первыми командирами полка стали полковник Дэниель Хилл, подполковник Чарльз Ли и майор Джеймс Лэйн. Командиром роты «М» в те дни служил капитан Джеймс Маршалл.
20 мая Северная Каролина объявила о сецессии и уже 10 июня полковник Хилл командовал полком в его первом сражении — сражении при Биг-Бетель, где был потерян один человек, рядовой Генри Уиатт, который считается первым солдатом Конфедерации, погибшим в ходе гражданской войны. 7 человек было ранено. Полк использовал земляные укрепления, из-за чего соотношение потерь было 1:10 в пользу южан. «С этого момента я больше не ворчал по поводу строительства укреплений, — вспоминал рядовой полка, — Если бы не они, многих из нас уже не было бы в живых».
Рядовые полка были записаны на службу сроком в 6 месяцев, поэтому 12 ноября 1861 года полк был расформирован. Многие его рядовые и офицеры влились в новосформированный 11-й северокаролинский пехотный полк.

## Второе формирование
Весной 1862 года полк был сформирован повторно. Его возглавил полковник М. С. Стокс, и полк был включён в бригаду Росвелла Рипли, которая была частью дивизии Дэниеля Хилла. Первым сражением в истории этого полка стала Семидневная битва, где он был введён в дело 26 июня в сражении при Бивердем-Крик. В этом бою был убит полковник Сторкс, тяжело ранен подполковник Джон Макдауэлл, убит майор Скиннер, и ещё 6 капитанов и лейтенантов вышло из строя. Всего полк потерял 133 человека. Лишённый офицеров полк с трудом удалось привести в порядок и его временно возглавил капитан Гамильтон Браун.
Полк не участвовал в Северовирджинской кампании, однако 2 сентября присоединился к армии генерала Ли около Шантильи. 14 сентября полк участвовал в сражении у Южной горы, защищая ущелье Фокса. 17 сентября полк участвовал в сражении при Энтитеме, где бригада Рипли поддерживала знаменитую атаку техасской бригады Худа на поле Миллера. Рипли прикрывал правый фланг Худа, при этом 1-й и 3-й северкаролинские полки находились на правом фланге бригады. Полком в этом бою командовал Гамльтон Браун, имевший в это время звание подполковника. Генерал Рипли был ранен в этом бою, но вскоре вернулся в строй. В декабре 1862 года полк участвовал в сражении при Фредериксберге, где всерьез задействован не был.
Бригадой осенью командовал Джордж Долс, но 19 января бригады переформировали и 1-й северокаролинский был переведён в бригаду Рэлей Колстона, который в мае 1863 принял командование дивизией, поэтому в сражении при Чанселорсвилле бригадой командовал полковник Эдвард Уоррен. В составе этой бригады 1-й северокаролинский участвовал во фланговой атаке, организованной Томасом Джексоном против XI федерального корпуса.